# Масальська сільська рада
Маса́льська сільська рада (рос. Масальский сельский совет) — сільське поселення у складі Локтівського району Алтайського краю Росії.
Адміністративний центр — селище Масальський.

## Населення
Населення — 1630 осіб (2019; 2049 в 2010, 2396 у 2002).

## Склад
До складу сільської ради входять:
| Населений пункт     | Населення, осіб (2002) | Населення, осіб (2010) |
| ------------------- | ---------------------- | ---------------------- |
| Антошиха, село      | 161                    | 119                    |
| Кучеровка, село     | 134                    | 82                     |
| Масальський, селище | 2101                   | 1848                   |